# 科夫城 (北卡羅萊納州)
科夫城（英語：Cove City）是一個位於美國北卡羅萊納州克雷文縣的城鎮。

## 人口
根據2020年美國人口普查的數據，科夫城的面積為1.65平方千米，皆為陸地。當地共有人口378人，而人口密度為每平方千米229人。